# Helina altercata
Helina altercata är en tvåvingeart som först beskrevs av Pandelle 1899.  Helina altercata ingår i släktet Helina och familjen husflugor.
Artens utbredningsområde är Frankrike. Inga underarter finns listade i Catalogue of Life.